# 锐武终极格斗
锐武终极格斗（英語：简称）是中国首项经政府认可的专业综合格斗赛事，由加拿大企业家乔瑞克（Joel Resnick）创办。2011年8月27日首届赛事在上海旗忠森林体育城网球中心举行，至今已举办了十余届。

## 体重级别
锐武终极格斗共分为五个级别：
- 蝇量级（Flyweight）：57千克
- 雏量级（Bantamweight）：61千克
- 羽量级（Featherweight）：66千克
- 轻量级（Lightweight）：70千克
- 轻重量级（Light Heavyweight）：93千克

## 赛事
| #  | 赛事       | 日期           | 场地                       | 城市         |
| -- | ---------- | -------------- | -------------------------- | ------------ |
| 1  | 锐武：创始 | 2011年8月27日  | 上海旗忠森林体育城网球中心 | 中国上海     |
| 2  | 锐武2      | 2011年12月17日 | 重庆江南体育中心           | 中国重庆     |
| 3  | 锐武3      | 2012年3月24日  | 重庆市体育馆               | 中国重庆     |
| 4  | 锐武4      | 2012年6月30日  | 内蒙古体育馆               | 中国呼和浩特 |
| 5  | 锐武5      | 2012年9月8日   | 内蒙古体育馆               | 中国呼和浩特 |
| 6  | 锐武6      | 2012年11月3日  | 内蒙古体育馆               | 中国呼和浩特 |
| 7  | 锐武7      | 2012年12月22日 | 五台山体育馆               | 中国南京     |
| 8  | 锐武8      | 2013年2月2日   | 内蒙古体育馆               | 中国呼和浩特 |
| 9  | 锐武9      | 2013年5月18日  | 三亚美高梅度假酒店         | 中国三亚     |
| 10 | 锐武10     | 2013年8月24日  | 虹口体育馆                 | 中国上海     |
| 11 | 锐武11     | 2013年11月30日 | 虹口体育馆                 | 中国上海     |
| 12 | 锐武12     | 2014年3月29日  | 虹口体育馆                 | 中国上海     |
| 13 | 锐武：福   | 2014年6月7日   | 虹口体育馆                 | 中国上海     |